# 이창용 (영화인)
이창용(李創用, 일본식 이름: 廣川創用히로카와 소요, 1907년 ~ 1961년 8월 27일)은 일제강점기에 주로 활동한 영화 촬영기사이며 영화 제작자이다. 본명은 이창룡(李滄龍)이다.

## 생애
함경북도 회령군 출신이며 회령상업학교를 졸업하고 조선키네마프로덕션에 입사하여 영화계에 입문했다. 그러나 1920년대 중반 나운규 사단에 합류하여 나운규가 감독을 맡은 영화에 촬영 기사로 참가하기 전까지의 이력은 거의 알려져 있지 않다.
심훈에 따르면 이창용은 윤백남의 윤백남프로덕션에서부터 활동하여 촬영기사 중 제1인자가 된 인물이라고 하나, 이같은 내용이 확인되지는 않았다. 본래 '학생 신분으로 영화판을 기웃거렸던 인물'로서 나운규의 촬영조수로 일하기 시작했다는 이야기도 있다. 후에 일본의 신흥키네마에서 영화를 공부했다.
《풍운아》(1926)를 시작으로 《금붕어》(1927), 《잘 있거라》(1927), 《들쥐》 (1927), 《사랑을 찾아서》(1928) 등 나운규프로덕션이 제작한 영화를 촬영했다. 모두 가난한 식민지의 현실을 날카롭게 그리고 있으며, 특히 일본의 제국주의를 우화적으로 풍자한 《들쥐》와 만주 독립군을 간접적으로 다룬 《사랑을 찾아서》에는 반일 의식이 강하게 드러나고 있다. 《들쥐》는 개봉 이튿날 상영 금지 조치를 받기도 했다. 이 무렵 촬영기사로서의 활발한 활동에도 불구하고 생계가 어려워 사진관을 운영하기도 했다.
1931년 이필우 등과 함께 영화 동호인 모임을 결성한 후로 1930년대에 일본 유학으로 한동안 활동이 없다가, 1940년대 국책영화 시기에 영화 제작자로 영화계에 돌아왔다. 《승리의 뜰》 (1940), 《수업료》 (1940), 《복지만리》 (1941), 《집없는 천사》 (1941), 《풍년가》 (1942), 《망루의 결사대(일본어: 望樓の決死隊)》(1943)를 제작했는데, 대부분이 정도의 차이만 있는 친일 영화들이다. 《승리의 뜰》은 일본의 중국 침략에 동참할 것을 요구하는 내용이 담긴 선전 영화이며, 《망루의 결사대》도 만주 지역 국경 지대에서 일본이 마적단을 통쾌하게 무찌르는 내용을 담고 있다.
1937년에는 고려영화협회를 설립하였고, 1939년 친일 영화인 단체 조선영화인협회의 이사를 맡았다. 1940년 조선영화령이 공포되면서 조선총독부가 발족시킨 조선영화제작자협회에 고려영화협회 대표로서 참여했다. 이러한 경력으로 인해 2008년 발표된 민족문제연구소의 친일인명사전 수록예정자 명단 연극/영화 부문, 2009년 친일반민족행위진상규명위원회가 발표한 친일반민족행위 705인 명단에 포함되었다.
광복 이후에는 좌익 계열이 중심을 이룬 영화인 단체였던 조선영화동맹에 가담했으며, 1946년 미군정 하에서 국립극장 설치 논의가 있을 때 부극장장으로 발표된 바 있다. 마지막으로 확인되는 행적은 1949년에 서울 종로4가 제일극장 사장을 맡은 것이다. 영화 감독 이구영의 증언에 따르면 이창용은 한국 전쟁 전후에 일본으로 건너간 뒤부터 다시는 대한민국으로 돌아오지 않았다고 한다. 1961년 8월 27일 일본에서 사망했다.
1920년대 나운규의 영화 작업을 기술할 때 빠질 수 없는 기술적 파트너였고, 1930년대 이후 영화 산업이 기업화되는 과정에서 전국적 배급망을 확립하여 한국 영화사에서 중요한 인물로 취급된다.

## 참고자료
- 강옥희,이영미,이순진,이승희 (2006년 12월 15일). 《식민지시대 대중예술인 사전》. 서울: 소도. 281~284쪽쪽. ISBN 978-89-90626-26-4.
- 편집부 (2003년 2월 3일). 《한국영화사연구》. 서울: 새미. 195~196쪽쪽. ISBN 89-5628-061-4.